# ريوييا ياماشيتا
ريوييا ياماشيتا (باليابانية: 山下 諒也) (مواليد 19 أكتوبر 1997) هو لاعب كرة قدم ياباني.

## وصلات خارجية
- ريوييا ياماشيتا على موقع رابطة كرة القدم اليابانية للمحترفين (اليابانية)
- ريوييا ياماشيتا على موقع قاعدة بيانات كرة القدم.إي يو (الإنجليزية)
- ريوييا ياماشيتا على موقع Soccerway.com (الإنجليزية)
- ريوييا ياماشيتا على موقع عالم كرة القدم.نت (الإنجليزية)